# Операція загону «Дельта» 2
Операція загону «Дельта» 2 (англ. Operation Delta Force 2: Mayday) — американський бойовик режисера Йоссі Вейна.

## Сюжет
За непокору наказу під час спеціальної операції в Іраку бійці елітного підрозділу «Дельта» постали перед військовим трибуналом. Однак слухання справи було відкладено через надзвичайну ситуацію: в Беринговій протоці захоплені російський ядерний підводний човен і американський пасажирський лайнер з трьома тисячами пасажирів на борту. Загін повинен нейтралізувати терористів, які захопили лайнер, який використовується як прикриття субмарини від нанесення по ній торпедного удару.

## У ролях
- Майкл МакГрейді — Капитан Скіп Ланг
- Джон Саймон Джонс — Вікерс
- Роберт Паттері — Маккінні
- Тодд Дженсен — Ломбарді
- Спенсер Рочфорт — Хатч
- Гевін Гуд — Спаркс
- Дж. Кеннет Кемпбелл — Лукаш
- Дейл Дай — Капітан Халсі Ланг
- Грег Мелвілл-Сміт — Сергій
- Роберт Вайтхед — Михаїл
- Джеймс Вайл — пілот 1, (Беглі)
- Теренс Реіс — другий пілот 1
- Майкл Бруннер — Капітан Лазарку
- Брайан О'Шонессі — Адмірал Норман Геншоу
- Денні Кеог — Так
- Дейл Каттс — Капітан Родченков
- Айан Вінтер-Сміт — офіцер of Alexiev
- Дуглас Брістоу — Тед Найлес
- Кейт Ван Ховен — Роберт Малкольм
- Дехан Лібенберг — Чет Хоскінс
- Девід Шервуд — Капітан Бєлов
- Вадим Добрін — офіцер коробля 2
- Кріс Бьюкенен — Alexiev гідролокатор
- Клер Маршалл — Рут Лонг
- Емілі МакАртур — Енні Лонг
- Роббі Шайцланд — Tuck Lockey 1
- Семпбелл Далзейл — Tuck Lockey 2
- Вадда Абдул Хассан — іракський офіцер
- Ніссам Моалем — іракський командувач
- Вейн Джиллз — офіцер коробля 1
- Стефен Дженнінгс — Джок Рільке
- Адріан Валдрон — Старший офіцер Bremov
- Артур Березін — рульовий 1
- Патрік Майнхардт — Володимир Посенко
- Віктор Меллені — російський військовий офіцер
- Кен Маршалл — російський урядовець
- Джастін Іллушон — Cutter
- Патрік Лістер — офіцер Bremov
- Джон Карсон — US Hearing Official
- Джонатан Тайлер — військово-морський офіцер / Лейтенант
- Френк Опперман — Стеблін
- Клайв Скотт — Санланд
- Майкл Максвелл — Ніколай
- Джон Д. Холл — Lukosh Lockey 4
- Тайрон Корал — Lukosh Lockey 5
- Ернест Мбанзі — Lukosh Lockey 6
- Шон Пресс — Tucks Bond
- Майкл Льюїс — нападник, (Lukosh)
- Андре Лушніков — російський офіцер A
- Френк Бордман — військовий офіцер 2
- Норман Кумбз — Хірам
- Аннабел Ліндер — дружина Хірама
- Зіппора Бенн — п'яний в барі
- Дейв Гоулетт — п'яний в барі
- Торстен Ведекінд — ВМС Стратег